# WWF Super WrestleMania
WWF Super WrestleMania — мультиплатформенная видеоигра про рестлинг, основанная на World Wrestling Federation (WWF), выпущенная в 1992 году для Super Nintendo Entertainment System (SNES) и Mega Drive/Genesis.
Позже были выпущены две другие 16-битные игры WWF — WWF Royal Rumble и WWF Raw, в которых сохранилась система захватов в стиле «перетягивания каната», где приемы выполняются путем блокировки и опережения другого игрока или компьютера для выполнения приёма.

## Игровой процесс
| Иноязычные издания                  | Иноязычные издания       |
| Издание                             | Оценка                   |
| ----------------------------------- | ------------------------ |
| ASM                                 | SMD: 8/12 SNES: 9/12     |
| CVG                                 | 90/100                   |
| GameFan                             | 160/200                  |
| GamePro                             | SMD: 13,5/20 SNES: 17/25 |
| GameZone                            | 90/100                   |
| Nintendo Power                      | 14,2/20                  |
| Video Games (DE)                    | SMD: 70 % SNES: 78 %     |
| VideoGames & Computer Entertainment | 8/10                     |
| N-Force                             | 90 %                     |
| Super Pro                           | 76/100                   |

Все рестлеры используют один и тот же набор стандартных приёмов. В версии для Mega Drive/Genesis также есть фирменные приёмы для каждого рестлера, которые можно выполнять в любой момент матча. Игровые режимы включают в себя матчи один на один, командные матчи и матчи на выбывание Survivor Series. Версия для Mega Drive/Genesis также содержит режим WWF Championship, в котором игрок выбирает одного рестлера и должен победить остальных в серии матчей один на один, чтобы стать чемпионом WWF.
Хотя версия SNES не содержит фирменных приёмов, её состав рестлеров немного больше: десять рестлеров по сравнению с восемью в версии Genesis. Единственные рестлеры, которых можно разделить встретить на обоих платформах, это Халк Хоган, Рэнди Сэвидж и Тед Дибиаси. Эксклюзивными рестлерами для версии SNES являются Джейк Робертс, Гробовщик, Сид Джастис, «Легион cудьбы» и «Стихийные бедствия» (Землетрясение и Тайфун). Рестлеры, эксклюзивные для версии Mega Drive/Genesis: Последний воин, Папа Шанго, Ирвин Р. Шистер, Британский бульдог и Шон Майклз.